# Роко, Бастиан
Бастиан Алехандро Роко Гонсалес (исп. Bastián Alejandro Roco González; род. 24 октября 2003, Сан-Фелипе, Вальпараисо) — чилийский футболист, защитник клуба «Уачипато».
Бастиан — сын известного чилийского футболиста Себастьяна Роко.

## Клубная карьера
Роко — воспитанник клуба «Унион Сан-Фелипе». В 2020 году Бастиан в поисках игровой практики перешёл в «Уачипато». 29 августа в матче против «Универсидад де Чили» он дебютировал в чилийской Примере. 